# Conțești (okręg Jassy)
Conțești – wieś w Rumunii, w okręgu Jassy, w gminie Valea Seacă. W 2011 roku liczyła 1643 mieszkańców.